# Франклін (фільм)
Франклін (Franklyn) — британський науково-фантастичний фільм 2008 року, написаний і знятий Джеральдом Макморроу; це його дебютний фільм. Світова прем'єра відбулася на Лондонському кінофестивалі BFI в жовтні 2008 року. В лютому 2009 року фільм показаний у Великій Британії компанією «Entertainment One».

## Про фільм
Четверо людей намагаються жити у дивному релігійно-антиутопічному місті.
Ессер — старий побитий життям чоловік. Він блукає переповненими бездомними та повними жебраками вулицями міста у пошуках зниклого сина.
Емілія — зразкова студентка факультету мистецтв. Її роботи наповнені суїцидальними думками та смертю.
Майло — чоловік 30-ти років. Він відчайдушно намагається повернути собі чистоту першого кохання.
Пріст — безжальний детектив. Він шукає відплати на вулицях метрополісу Меанвіль-Сіті, гігантського моноліту, керованого релігійними фанатиками.
Усі вони — цілковито різні. Але зрештою їхні світи зіткнуться один з одним. І стрімкий політ однієї кулі вирішить долю чотирьох.

## Знімались
| Актор          | Роль                  |
| -------------- | --------------------- |
| Ева Ґрін       | Емілія Браянт / Саллі |
| Раян Філліпп   | Пріст / Девід Ессер   |
| Сем Райлі      | Майло                 |
| Бернард Гілл   | Петер Ессер           |
| Джеймс Фолкнер | Ірл                   |
| Стівен Волтерс | Червозмій             |
| Арт Малік      | Таррант               |
| Сюзанна Йорк   | Маргарет              |
| Річард Койл    | Ден                   |
| Кіка Маркхем   | Наомі                 |
| Даг Аллен      | другий клерк          |
| Сем Дуглас     | Саул                  |
| Марк Вінгетт   | Френк Грант           |